# Maurice Vertongen
Maurice Vertongen (Elsene, 7 mei 1886 – Monaco, 27 maart 1964) was een Belgisch voetballer die speelde als aanvaller in de Eerste klasse. Hij werd driemaal Belgisch topschutter. Na zijn voetbalcarrière werd hij een belangrijk figuur in de Belgische luchtvaartindustrie.

## Vertongen als voetballer
Vertongen was actief in de beginperiode van het Belgisch voetbal. In 1904-1905 was hij actief bij Athletic and Running Club de Bruxelles maar hij begon twee seizoenen eerder bij Cercle Melle één seizoen en één seizoen bij ARA La Gantoise te voetballen in Tweede Klasse omdat hij student was in Gent. Het derde seizoen ging Vertongen naar Racing Club Brussel en bleef er drie seizoenen spelen. Zowel in 1907 als in 1908 werd Vertongen Belgisch topschutter met respectievelijk 29 en 23 doelpunten. In 1908 won hij met de club de Belgische landstitel. In 1909 verhuisde Vertongen naar Royale Union Saint-Gilloise om plaats te ruimen voor de jonge Maurice Bunyan en speelde er nog twee seizoenen waarvan het tweede als spelverdeler. In 1909-1910 werd hij opnieuw topschutter met 36 doelpunten en werd met de club kampioen van België. In de wedstrijd tegen Antwerp FC die door Union met 11-0 werd gewonnen scoorde Vertongen de eerste 7 doelpunten in de eerste helft. In 1911 sloot hij zich terug aan bij Racing CB maar spelen deed hij niet meer.In totaal speelde hij ongeveer 111 wedstrijden en scoorde daarin 134 doelpunten in Eerste Klasse.
Tussen 1907 en 1911 werd Vertongen 6 maal geselecteerd voor het Belgisch voetbalelftal. In die wedstrijden scoorde hij één doelpunt.

## Vertongen als ondernemer
Na zijn voetbalcarrière werd Vertongen wisselagent. Tijdens de Eerste Wereldoorlog werd hij gemobiliseerd en vloog als piloot voor het Belgische leger. Daar ontmoette hij Jean Stampe. Nadat Stampe zijn ontslag bij het leger gegeven had, besloten ze in 1923 een vliegschool op te richten. Deze werd geïnstalleerd op de nieuwe luchthaven van Deurne. Samen met Stampe richtte hij daarna Stampe en Vertongen op, een van de meest succesvolle Belgische vliegtuigbouwers met de SV.4b als meest bekende vliegtuig.